# COL1A1
COL1A1 — ген, кодирующий α1-цепь коллагена I типа.
Коллагены — это семейство белков, которые укрепляют и поддерживают многие ткани организма, включая хрящи, кости, сухожилия, кожу и белую часть глаза (склера). Коллаген типа I является наиболее распространенной формой коллагена в организме человека.
Компонент коллагена типа I, называемый про-α1 (I) цепью, продуцируется из гена COL1A1 . Коллагены начинаются как веревочные молекулы тропоколлагена, каждая из которых состоит из трех цепей. Коллаген типа I состоит из двух про-α1 (I) цепей и одной про-α2 (I) цепи (которая производится из гена COL1A2).
Трехцепочечные молекулы тропоколлагена обрабатываются ферментами в несколько этапов: внутри и снаружи клетки для создания зрелого коллагена. Молекулы коллагена затем организуются в длинные тонкие фибриллы, которые образуют устойчивые взаимодействия (поперечные связи) друг с другом в пространствах между клетками. Сшивки приводят к образованию очень прочных коллагеновых волокон типа I.